# 羊舌職
羊舌职（？—前570年），中国春秋时期晋国的大夫，他是羊舌大夫的儿子。前594年、前593年，他对晋景公赏赐荀林父、士会表示肯定。前573年，晋悼公即位，任命他为中军尉之佐。前570年，羊舌职去世，中军尉祁奚推荐为伯华（羊舌赤）代替其位。